# Nuberu (música)
Nuberu es un conjunto musical asturiano surgido en la Transición, que defiende la lengua y cultura asturianas mediante letras con motivos sociales y políticos. 

## Carrera
Nuberu surge en 1976 cuando Chus Pedro y Manolo Peñayos forman el grupo en El Entrego (San Martín del Rey Aurelio), que no tardaría en actuar junto a músicos de gran talla, ya que un año después acude a la fiesta del Partido Comunista durante su campaña electoral. En 1978 lanzan ya su primer disco, titulado Asturies, ayer y güei. 1980 y 1981 serían años muy activos para el grupo, ya que en ese período publican dos trabajos más (Atiendi Asturies y Cancios d'un país); pero posteriormente sufren una pequeña crisis, por la que deciden separarse temporalmente.
Entre 1977 y 1982 forma parte del grupo Nuberu el gaitero Manolo Quirós, lo que se convertiría en una experiencia fundamental en la historia de la gaita asturiana al combinar el sonido de la gaita con el de la guitarra y el bajo electrónico.
En 1983, Nuberu participa, junto a músicos como Víctor Manuel o Miguel Ríos, en el macroconcierto en recuerdo a Berto Turulla (miembro del grupo Cuélebre, fallecido electrocutado en un concierto) celebrado en El Molinón.
El parón no dura mucho y tras su vuelta publican en 1984 su primer recopilatorio, bajo el nombre de El glayíu d'un país Asturies. Poco después, en 1987 realizan un disco con el apoyo de la empresa Hunosa titulado Mineros que es presentado en el Teatro Campoamor de Oviedo. En ese mismo lugar graban su primer disco en directo, proyecto al que siguen el trabajo Agua de la fonte clara y una recopilación de villancicos tradicionales asturianos llamada L'árbol de Navidá con el patrocinio de Supermercados El Árbol.
En 2002, Benigno Delmiro Coto publica la biografía Nuberu nel tiempu y el propio grupo recopila sus tres primeros trabajos en una edición limitada.
En 2007, durante la celebración del Xareu d'Ochobre, en Cangas de Onís, Nuberu anuncia su disolución definitiva. 
En 2008 editan un CD-DVD titulado Tributu a Nuberu, grabado durante el Xareu d'Ochobre. En él, diversos músicos interpretan versiones de sus canciones. Se publica también la recopilación 30 años, ya llovió. En ese momento crean la Fundación Nuberu para promover la lengua y cultura asturianas, cuya sede se encuentra en la Casa de los Alberti de Langreo.
En 2013 anuncia un nuevo disco, que se editará en 2014, significando la vuelta al escenarios tras varios proyectos individuales.
En la citada Casa de los Alberti se encuentra una exposición permanente sobre su carrera.

## Componentes
- Chus Pedro - vocalista
- Manolo Peñayos - guitarra
- Gabino Anselmo Antuña - teclados
- Nacho Alonso - piano y violonchelo
- Pedro Pangua - flauta y gaita asturiana
- Julio Sánchez-Andrade - batería
- Manolo Quirós - gaita asturiana

## Discografía
- Asturies, ayeri y güei - 1978
- Atiendi, Asturies - 1980
- Cancios d'un país - 1981
- El glayíu d'un país: Asturies (recopilatorio) - 1984
- Mineros - 1987
- Como tu yes (directo) - 1991
- Agua de la fonte clara - 1993
- L'árbol de Navidá - 1994
- Nuberu nel tiempu - 2002
- Tributu a Nuberu - 2008
- 30 años, ya llovió - 2010
- Nuevo állbum - 2014